# Макговерн, Элизабет
Эли́забет Ли Макго́верн (англ. Elizabeth Lee McGovern, род. 18 июля 1961, Эванстон, Иллинойс) — американская актриса и певица.

## Биография
Семья Элизабет Макговерн переехала в Лос-Анджелес, когда отец Элизабет получил там место профессора юриспруденции. Элизабет начала работать в театре, ещё учась в школе, а после неё занималась актёрским мастерством в Сан-Франциско. Окончила Джульярдскую школу в Нью-Йорке.
Уже своими первыми ролями Макговерн привлекла к себе внимание. В 1980 году Роберт Редфорд пригласил её в свою дебютную картину «Обыкновенные люди». За роль в фильме Милоша Формана «Рэгтайм» Элизабет номинировалась на премию «Оскар». Самой известной ролью Макговерн стала роль в фильме «Однажды в Америке» Серджо Леоне. После этого фильма Элизабет много играла в театре и снималась в кино.
Элизабет Макговерн является вокалисткой группы Sadie and the Hotheads.

## Личная жизнь
С 1992 года Макговерн замужем за британским режиссёром и продюсером Саймоном Кёртисом. У них есть две дочери, Матильда и Грейс.
В настоящее время живёт в Англии и играет в театре.

## Фильмография
| Год       |   | Русское название                        | Оригинальное название                            | Роль                         |
| --------- | - | --------------------------------------- | ------------------------------------------------ | ---------------------------- |
| 1980      | ф | Обыкновенные люди                       | Ordinary People                                  | Джанин Пратт                 |
| 1982      | ф | Рэгтайм                                 | Ragtime                                          | Эвелин Несбит                |
| 1983      | ф | Любовный недуг                          | Lovesick                                         | Хлои Аллен                   |
| 1984      | ф | Однажды в Америке                       | Once Upon a Time in America                      | Дебора                       |
| 1984      | ф | Наперегонки с луной                     | Racing With The Moon                             | Кэдди Уингер                 |
| 1987      | ф | Окно спальни                            | The Bedroom Window                               | Денис                        |
| 1988      | ф | У неё будет ребёнок                     | She’s Having a Baby                              | Кирстен «Кирсти» Бриггс      |
| 1989      | ф | Красавчик Джонни                        | Johnny Handsome                                  | Донна МакКарти               |
| 1990      | ф | История служанки                        | The Handmaid’s Tale                              | Мойра                        |
| 1990      | ф | Удар по системе                         | A Shock To The System                            | Стелла Андерсон              |
| 1990      | ф | Настройте радиоприёмники завтра         | Tune in Tomorrow…                                | Елена Куинс                  |
| 1990      | ф | Женщины и мужчины: Истории соблазнений  | Women and Men: Stories of Seduction              | Вики                         |
| 1992      | ф | Сказки Голливуда                        | Tales from Hollywood                             | Хелен Шварц                  |
| 1993      | ф | Царь горы                               | King of the Hill                                 | Лидия                        |
| 1993      | ф | Я и Вероника                            | Me and Veronica                                  | Фанни                        |
| 1994      | ф | Услуга                                  | The Favor                                        | Эмили Эмбрей                 |
| 1996      | с | Байки из Склепа, серия «Ужас в ночи»    | Tales from the crypt                             | Лора Кендалл                 |
| 1997      | ф | Крылья голубки                          | The Wings of the Dove                            | Сьюзан Стрингхэм             |
| 1998      | ф | Человек с дождём в ботинках             | The Man with Rain in His Shoes                   | Диана                        |
| 1998      | с | Алый Первоцвет                          | The Scarlet Pimpernel                            | Маргарет                     |
| 1998      | ф | Несчастья Маргарет                      | The Misadventures of Margaret                    | Тилл Тёрнер                  |
| 2000      | ф | Манила                                  | Manila                                           | Элизабет                     |
| 2000      | ф | Двенадцатый четверг                     | Thursday the 12th                                | Candice Hopper               |
| 2000      | ф | Обитель радости                         | The House of Mirth                               | миссис Кэрри Фишер           |
| 2001      | ф | Солдаты Буффало                         | Buffalo Soldiers                                 | миссис Берман                |
| 2001      | ф | Восход Фламинго                         | The Flamingo Rising                              | Эдна Ли                      |
| 2006      | ф | Правда                                  | The Truth                                        | Донна                        |
| 2007      | ф | Комната с видом                         | A Room with a View                               | миссис Ханичёрч              |
| 2007      | ф | Дафна                                   | Daphne                                           | Эллен Даблдэй                |
| 2007      | с | Замораживание                           | Freezing                                         | Элизабет                     |
| 2008      | с | Пуаро Агаты Кристи. Свидание со смертью | Agatha Christie’s Poirot. Appointment with Death | Силия Уэстхолм               |
| 2008      | ф | Немыслимый                              | Inconceivable                                    | Таллула «Туту» Уильямс       |
| 2010      | ф | Пипец                                   | Kick-Ass                                         | миссис Лизевски              |
| 2010—2015 | с | Аббатство Даунтон                       | Downton Abbey                                    | Кора Кроули, графиня Грэнтэм |
| 2010      | ф | Битва Титанов                           | Clash of the Titans                              | Marmara                      |
| 2011      | ф | Герб ангелов                            | Angels Crest                                     | Джейн                        |
| 2011      | ф | Хороший денёк для свадьбы               | Cheerful Weather for the Wedding                 | миссис Тэчэм                 |
| 2017      | ф | Жена                                    | The Wife                                         |                              |
| 2018      | ф | Пассажир                                | The Commuter                                     | Карен Макколи                |
| 2019      | ф | Аббатство Даунтон                       | Downton Abbey                                    | Кора Кроули, графиня Грэнтэм |
| 2019—2021 | с | Война миров                             | War of the Worlds                                | Хелен Браун                  |
| 2022      | ф | Аббатство Даунтон: Новая эра            | Downton Abbey: A New Era                         | Кора Кроули, графиня Грэнтэм |
| 2025      | ф | Аббатство Даунтон 3                     | Downton Abbey 3                                  | Кора Кроули, графиня Грэнтэм |

## Награды и номинации
- В 1982 году номинировалась на «Оскар» и на «Золотой глобус» за роль в фильме «Рэгтайм».
- В 2011 году номинировалась на «Эмми» за роль графини Грэнтэм в сериале Аббатство Даунтон[6].